# Île aux Noix
Île aux Noix (literalmente en francés: Isla del Nogal) es una isla en el río Richelieu, en Quebec, Canadá cerca del lago Champlain. La isla es el lugar donde se encuentra el Sitio Histórico nacional de Fort Lennox.
Île-aux Noix es una isla de 210 acres (85 hectáreas) en el río Richelieu. La Guerra Franco-india llevó a los franceses a construir un fuerte en 1759, llamado Fort de l'Isle-aux Noix, para frenar el avance británico en Montreal, pero se vieron obligados a renunciar a ella en 1760. En 1775, la isla fue tomada por las fuerzas estadounidenses, y utilizada como base por los generales estadounidenses Philip Schuyler y Richard Montgomery en los ataques sobre Montreal y Quebec. Los estadounidenses utilizaron la isla de nuevo en 1776 durante su retirada de Canadá.
Durante la Guerra de 1812, los británicos utilizaron la isla para abastecer sus operaciones contra la flota estadounidense en el Lago Champlain.